# Ureusz

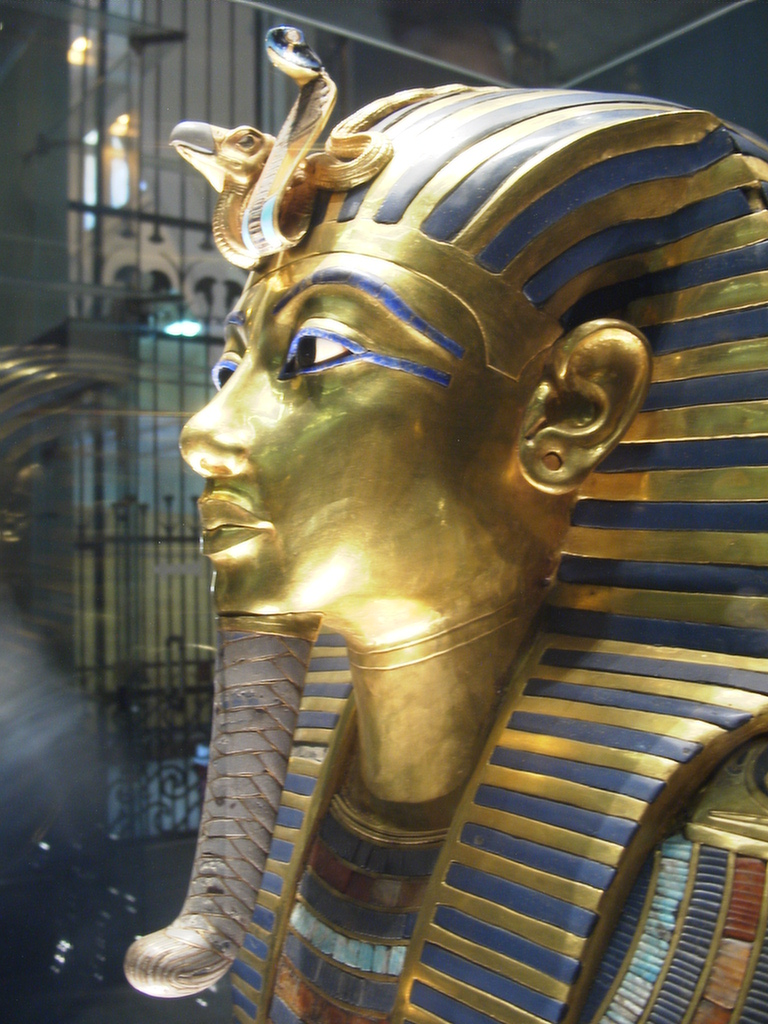
Maska Tutanchamona z symbolami świętego węża

Ureusz, także Ureus – w starożytnym Egipcie symbol władzy boskiej i królewskiej w postaci świętego węża – postać z głową sępa i tułowiem atakującej samicy kobry.
Ureusz umieszczony był na sarkofagu i miał za zadanie odstraszać intruzów zakłócających wieczny spoczynek faraona. Trzymał w szponach symbol Anch, znak wiecznego życia, uważano go też za symbol słonecznego oka boga Ra. Wizerunek Ureusza zdobił korony i diademy królewskie i boskie, występował jako amulet oraz motyw dekoracyjny fryzów architektonicznych, sprzętów, ubiorów, ozdób.
Głównym atrybutem bogini Hathor był umieszczony na jej głowie, pomiędzy rogami, dysk słoneczny ozdobiony okazałym Ureuszem. Ureusz oraz dysk słoneczny nawiązywały do jej charakteru i roli opiekunki władzy królewskiej, personifikacji nocy i Oka Słonecznego.